# Chlamydocardia
Chlamydocardia es un género de plantas con flores perteneciente a la familia Acanthaceae. El género tiene 3 especies de hierbas.

## Taxonomía
El género fue descrito por Gustav Lindau y publicado en Botanische Jahrbücher für Systematik, Pflanzengeschichte und Pflanzengeographie 20: 39. 1894. La especie tipo es: Chlamydocardia buettneri

## Especies
- Chlamydocardia buettneri
- Chlamydocardia lanciformis
- Chlamydocardia subrhomboidea